# Aleko Konstantinov
Aleko Ivanitsov Konstantinov (bekend onder het pseudoniem Shastlivetsa) was een Bulgaarse schrijver, advocaat, publiek figuur en oprichter van de georganiseerde toeristische beweging in Bulgarije.

## Leven en activiteit

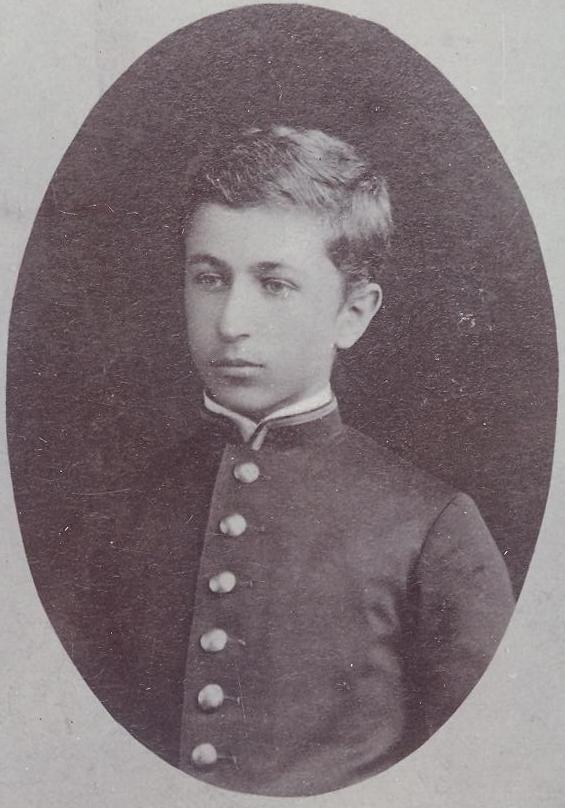
Portretfoto van Aleko Konstantinov in schooluniform. Bron: JA "Archieven"

Aleko Konstantinov werd geboren in de stad Svishtov op 13 januari (1 januari volgens de Juliaanse Kalender) 1863 in de familie van de prominente Svishtov-koopman Ivanitsa Hadjikonstantinov. Hij studeerde aan de Svishtov privé-school (1872-1874) en aan de Aprilov-middelbare school in Gabrovo (1874-1877). Tijdens de Russisch-Turkse bevrijdingsoorlog was hij griffier op het kantoor van de gouverneur van Svishtov, Marko Balabanov (1877). Na het einde van de oorlog bleef hij studeren en als afgestudeerde aan het Zuid-Slavische internaat van Todor Minkov studeerde hij af aan een middelbare school in de stad Nikolaev, Keizerrijk Rusland (1881). In 1885 studeerde hij af in de rechten aan de Nieuwe Russische Universiteit in Odessa.

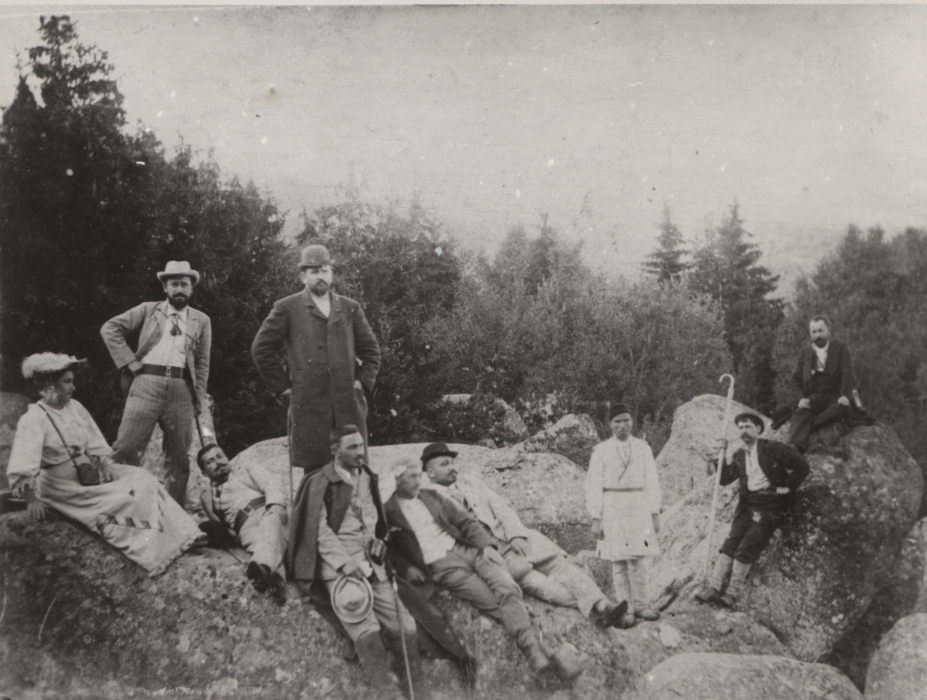
Reis naar Cherni Vrah, augustus 1894.De foto is gemaakt door Anastas Ishirkov.

Na zijn terugkeer in Bulgarije werkte Aleko Konstantinov als rechter (1885–1886) en procureur (1886) bij de districtsrechtbank van Sofia, assistent-procureur(1886–1888) en rechter (1890–1892) bij het hof van beroep van Sofia. Juridisch adviseur van het stadsbestuur van Sofia (1896). Nadat hij om politieke redenen twee keer was ontslagen, werkte hij de rest van zijn leven als freelance advocaat in Sofia.
Aleko Konstantinov bereidde en verdedigde met succes zijn habilitatie over het onderwerp "Het recht op gratie in verband met het nieuwe strafrecht" (1896) met als doel hoogleraar strafrecht en burgerlijk recht te worden aan de rechtenfaculteit van de Universiteit van Sofia. Hij woonde de Wereldtentoonstelling van 1889, de Praagse Jubileum Tentoonstelling van 1891 en de World's Columbian Exposition in Chicago (1893) bij.

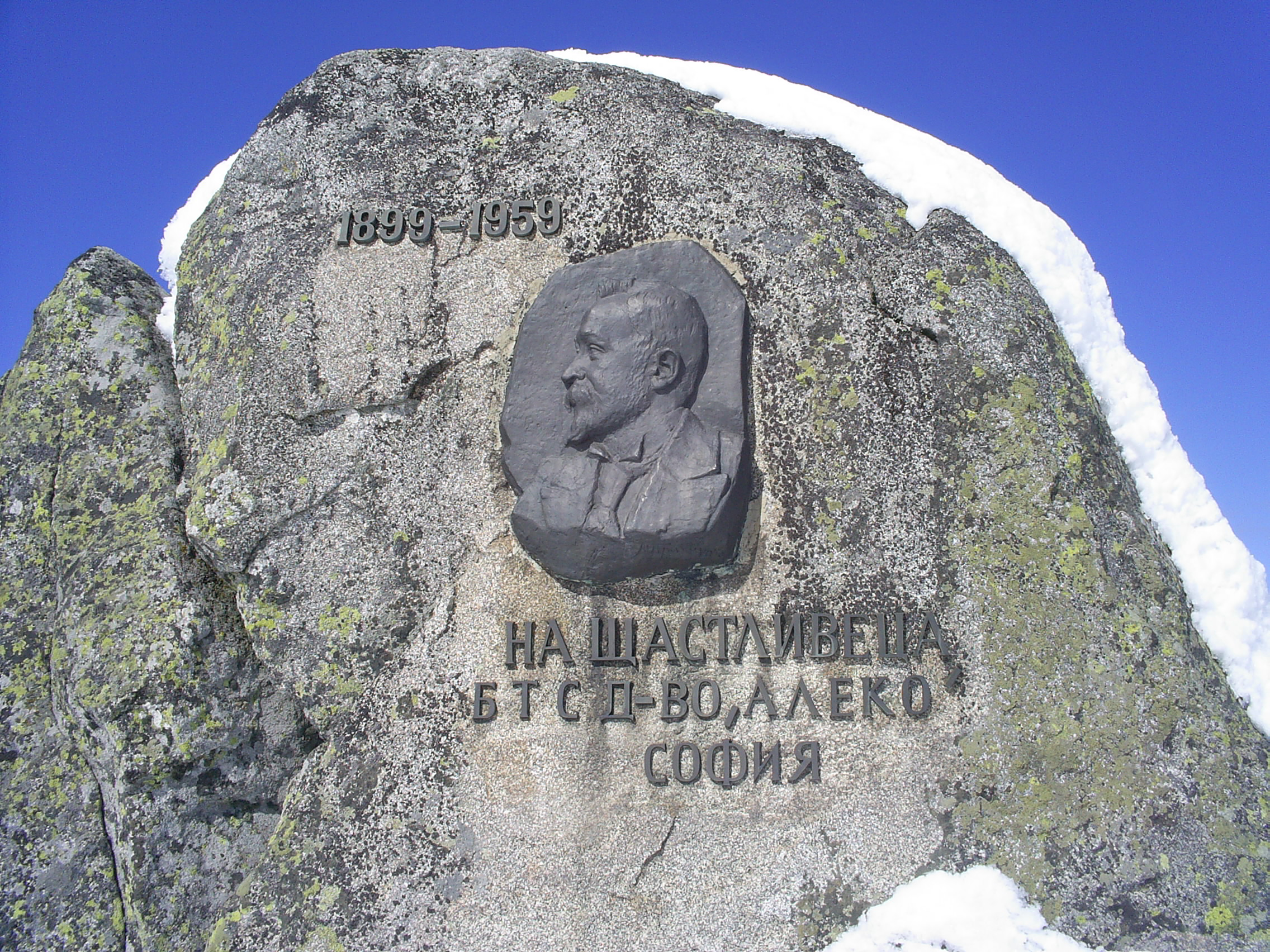
Monument voor de gelukkigen op Cherni Vrah, Vitosha

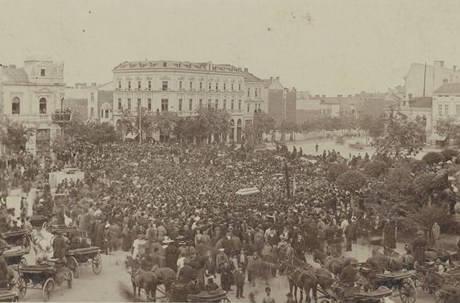
Foto van de begrafenis van Aleko Konstantinov. Bron: JA "Archieven"

Aleko Konstantinov ontwikkelde actieve sociale verenigingen als schoolbestuurder, lid van het Opperste Macedonische Comité, lid van het bestuur van de Vereniging "Slavyanska Beseda", de Bulgaarse Nationale Onderwijsvereniging, de Commissie ter Bevordering van de Lokale Industrie, de Vereniging voor de Promotie van de Kunsten, de Muziekvereniging, van de Theatercommissie. Op zijn initiatief werd de eerste toeristenvereniging in Bulgarije opgericht. Het georganiseerde toerisme begon met de beklimming van Cherni Vrah op 27 augustus 1895.
Vanaf zijn studententijd begon Aleko Konstantinov vooroordelen te tonen tegenover Petko Karavelov - een ideoloog van parlementarisme en democratie. Hij werkte mee aan het tijdschrift "St. Kliment Library", opgericht door Karavelov. Hij was lid van de Democratische Partij, geleid door Petko Karavelov, nam deel aan de voorbereiding van haar programma en werkte sinds de oprichting (1894) samen met de krant "Zname" aan feuilletons, reisverhalen, addendums en artikelen.
Aleko Konstantinov werd op 23 mei (11 mei Juliaanse Kalender) 1897 gedood bij een mislukte moordaanslag op zijn partijgenoot Michail Takev.
De aanslag verliep als volgt:
Ze bevonden zich in Peshtera, de geboorteplaats van Takev, waar hij ook verkozen was als gemeenteraadslid. Ze namen deel aan de viering van de dag van het Cyrillische schrift, en op de avond van dezelfde dag vertrokken beide in een rijtuig naar Pazardzhik. Onderweg stopten ze een tijdje in het dorp Radilovo. De inwoners van Peshtera en Radilovo hadden al lang een geschil over het eigendom van bossen en gemeentelijke gronden, waarbij beide partijen herhaaldelijk hun toevlucht namen tot geweld. In verband met dit conflict besloot een groep inwoners van Radilovo, onder leiding van de burgemeester van de Volkspartij Petar Minkov, Takev te vermoorden. Takev en Aleko Konstantinov verlieten Radilovo na 22.00 uur. In het naburige dorp Kochagovo (tegenwoordig Aleko Konstantinovo) schoten Radilov-bewoners Milosh Topalov en Petar Salepov op hun rijtuig met het geweer van Zdravko Ignatov, waarbij Aleko Konstantinov omkwam. Minkov, Salepov en Topalov werden later ter dood veroordeeld, waarbij de straf van Salepov, die minderjarig was, werd omgezet in 15 jaar gevangenistraf.

## Werken

### Vroege werken
De eerste gepubliceerde werken van Aleko Konstantinov waren de gedichten "Spiegel" (1880) en "Waarom?" (1881) in de kranten "Algemeen Bulgarije" en "Vrij Bulgarije". Daarin verborg hij zijn houding ten opzichte van de politieke situatie in Bulgarije niet en toonde hij gevoeligheid voor sociale ondeugden. Het gedicht "Lied voor Slobod-Majara en Plamen-Tenya" (1883), geschreven in Odessa, was ook een reactie op specifieke politieke gebeurtenissen.

### "Naar Chicago en terug"
Konstantinovs eerste volwassen werk is "Naar Chicago en terug". Het geeft de onmiddellijke indrukken van de auteur van zijn reis naar Amerika weer. Het draagt de sporen van zijn heldere creatieve individualiteit – temperament, kunstenaarschap en gevoel voor humor. Kennis van het verre land wordt gecombineerd met nationale zelfkennis, met reflectie op de situatie in zijn moederland en zorg voor zijn toekomst. Aleko zag Bulgarije in het systeem van de moderne wereld, hij reisde met nieuwsgierigheid en passie voor reizen, maar ook met een verlangen om Bulgarije met het buitenland te vergelijken. Het ideologische middelpunt van het werk is de houding ten opzichte van de westerse beschaving, die zich beweegt tussen de vreugde van het hoge materiële niveau en de technische veroveringen en de verontwaardiging over antimenselijke uitingen in deze goed geordende, rijke samenleving.
De auteur heeft een selectieve houding ten opzichte van de feiten, bekijkt ze van een onverwachte kant en interpreteert ze meestal ironisch. Hij noteert voorbijgaande indrukken, schildert beelden met een paar penseelstreken, altijd klaar om in lachen uit te barsten. Hij blijft alleen serieus tegenover de pracht van de natuur, vóór de verworvenheden van de technologie, vóór alarmerende sociale verschijnselen. Het reisverslag weerspiegelt het moment in de Bulgaarse spirituele ontwikkeling, waarop de Bulgaar de wereld begint te leren kennen om zijn plaats daarin en de plaats van zijn thuisland te vinden. "Naar Chicago en terug" is een bijdrage aan de ontwikkeling van het Bulgaarse reisverslag. Door dit werk verlaat het reisverslaggenre de sfeer van het geografisch-etnografisch beschrijvend lezen en wordt het een volwaardig artistiek fenomeen.
De reden voor het schrijven van het reisverslag "Naar Chicago en terug" waren de vrienden van Aleko Konstantinov, die hem aanmoedigden zijn indrukken om te zetten in lichte en vliegende noten, d.w.z. een fascinerende, tot nadenken stemmende lectuur voor die tijd. Het reisverslag ontstond in 1893 na Aleko's reis naar de Nieuwe Wereld. Het werd in 1894 als onafhankelijke publicatie gepubliceerd. "Naar Chicago en terug" is het eerste reisverslag dat een reis buiten de grenzen van Bulgarije nabootst, en waarin de houding van de auteur ten opzichte van de Bulgaarse en buitenlandse realiteit wordt uiteengezet. Dit is een werk dat de auteur voor het eerst literaire bekendheid heeft gebracht.

### Andere werken
Konstantinov verheerlijkt met lyrische pathos de schoonheid en pracht van de Bulgaarse natuur in zijn reisverhalen "Inderdaad ongelooflijk, maar een feit...", "Wat? Is het Zwitserland?", "In Bulgaars Zwitserland", enz. Zijn reisverhalen dragen de sporen van zowel het feuilleton als de reportage; huishoudelijke onlusten, sociale problemen worden met scherpe kritiek bestraft. Ze klinken als een oproep tot nationale eenheid en opvoeding van nationale waardigheid. In 1894 publiceerde Aleko Konstantinov het korte verhaal "God, zorg ervoor dat de blinden niet zien".

### Bay Ganyo
Met het boek "Bay Ganyo" uit 1895 werd Aleko Konstantinov geconfronteerd met de complexe economische en sociaal-psychologische vragen van zijn tijd: het pad van Bulgarije en het doel van zijn ontwikkeling, zijn plaats onder andere landen, het lot van nationale deugden, moraliteit, manier van leven, manieren. In de vorm van de grappige avonturen van een kleine handelaar in rozenolie, Bay Ganyo, die zich haastte om rijk te worden door handel en politiek, raakt Konstantinov de pijnlijke problemen van het nationale leven aan, de manier van leven, psychologie, mentaliteit, cultuur en lacht ze uit. met een zuiverende lach. Het emotionele niveau gaat van het goedaardige, toegeeflijke, vergevingsgezinde en begripvolle lachen via de droevige, bitter-ironische glimlach naar de luide spot en scherpe satirische veroordeling.
Het werk is een soort overwinnen, pijnlijk in essentie, maar gevuld met lichtheid, humor en kunstzinnigheid, van nationale complexen en sociale ondeugden. Het is vooral populair vanwege de nabijheid van het personage tot de massale sociale psychologie van ruw praktischisme en lage spirituele horizonten. Bay Gayno is een kleurrijk en vitaal beeld. Reizend door Europa, in contact met andere gebruiken, relaties, cultuur, komt hij in komische situaties terecht. Ondanks de gierigheid, arrogantie, gebrek aan morele principes, lage cultuur en fysieke onzuiverheid, stoot dit beeld mensen niet af, maar maakt het mensen aan het lachen, in evenwicht gehouden door de nobele artistieke persoonlijkheid van Aleko.
In het tweede deel van het boek, wanneer de held terugkeert naar Bulgarije en politiek begint te 'doen', neemt het gelach af, verdronken in walging, woede en teleurstelling over de alarmerende en enge trends in het openbare leven, waarvan Bay Gagno de exponent is. Zijn imago is het meest besproken in de Bulgaarse literaire kritiek. Beoordelingen van de essentie ervan – nationaal of sociaal – zijn tegenstrijdig en soms gepolariseerd. De held is sociaal-historisch bepaald en draagt te allen tijde zowel specifieke Bulgaarse trekken als kenmerken van het stabiele, levendige menselijke type – een exponent van ruw praktischisme, een laag bewustzijnsniveau, een primitieve psyche en geesteloosheid.
In "Bay Gagno" is een echt historisch tragikomisme verankerd, veroorzaakt door de snelle verplaatsing van sociale lagen in het pas bevrijde Bulgarije en door het haastige streven om de "anderen" in te halen. Traditioneel en nieuw, patriarchaal en modern bestaan tegelijkertijd, en wanneer ze botsen ontstaan er misverstanden, fouten en verrassingen, die op komische wijze worden opgelost. Ondanks de eigenaardige structuur – een reeks anekdotes verteld in een bohemien gezelschap, zonder een nette plot-fantastische verbinding ertussen, is het werk compositorisch doordacht en met één enkel artistiek concept. Het beeld van Bay Gagno, artistiek vereeuwigd, heeft ook buiten het werk een leven. Hij werd de held van verhalen en grappen, zijn naam is een begrip en synoniem voor verschillende, vaak tegenstrijdige concepten en ideeën.

### Feuilletons
Als student in de stad Nikolaev schreef Aleko feuilletons - een teken van een vroege humoristische reactie op de werkelijkheid (de cyclus "Proza in verzen") (zomer van 1894).
Tegen het einde van zijn leven creëerde hij meer dan 40 feuilletons, waarvan de meeste een reactie waren op specifieke gebeurtenissen ("Herostratus II" werd geschreven naar aanleiding van de poging van koning Ferdinand om het gemeenschapscentrum "Slavisch gepraat" te sluiten, zoals Herostratus, die in de oudheid de tempel van Artemis in Efeze in brand stak).
De belangrijkste onderwerpen in zijn feuilletons zijn het breken van de kiesrechten van het Bulgaarse volk, het gedrag van ministers, afgevaardigden, de vorst en publieke problemen. De moreel verheven persoonlijkheid van de schepper brengt evenwicht voor de woede, haat en pijn en beschermt hem tegen de blindheid en tegen het schenden van artistieke en ethische normen. Het lachen is beheerst en artistiek, een lach die zowel ontmaskert als amuseert.
Konstantinov ontvouwt het feuilleton meestal in een ironisch plan en laat de lezer door associaties, vragen, adressen, hints en opmerkingen kennismaken met het ironische 'spel', creëert een sfeer van vertrouwen, van vrij gebabbel en gesprek. De humoristische sfeer doordringt het hele feuilleton – van de titel tot het naschrift en de handtekening. Het wordt vaak omgezet in scherp sarcasme, gebaseerd op burgerlijke pijn en morele angst. Nieuw in de tradities van het genre zijn de feuilletons "Passie" en "Gelukkig Nieuwjaar", waarbij het voorwerp van ironie de auteur is die afstand heeft genomen van zichzelf, zijn spirituele onafhankelijkheid heeft bewezen en zichzelf als persoon heeft gevestigd.
In de cyclus "Verschillende mensen, verschillende idealen" wordt het specifieke geval tot een artistieke generalisatie gebracht, er worden dichte sociaal-psychologische typen met blijvende universele menselijke waarde gecreëerd. Konstantinovs persoonlijke, burgerlijke en creatieve realisatie valt samen met de eerste stappen van het pas bevrijde Bulgarije, met het proces van het opbouwen van zijn nieuwe materiële en spirituele cultuur. Hij leeft met een tot nu toe onbekend gevoel van beschaving en vooruitgang, met het bewustzijn en de verantwoordelijkheid van een openbare opvoeder. Het is volledig ondergedompeld in zijn moderniteit; zoekt niet naar vergelijkingen, correcties, criteria in het verleden. Hij is geïnteresseerd in de nationale situatie en vraagstukken in de Europese en mondiale context. Een humoristische houding ten opzichte van de werkelijkheid maakt deel uit van zijn kijk-gedragssysteem.
De schepper heeft een bewustzijn dat niet toegeeft aan dogma’s, een aangeboren vermogen om dingen in hun ambiguïteit, veranderlijkheid en mobiliteit te accepteren, ze vrijelijk te verplaatsen, elkaar te vervangen en ze volgens artistieke logica met elkaar te verbinden. Zijn humor is een combinatie van zorgeloos luid gelach en een wijs begrip van de mens, van woede die voortkomt uit sociale en persoonlijke ondeugden en het streven naar de humoristische overwinning en satirische vernietiging ervan. Het is een artistieke lach die het lelijke en vulgaire niet onderdrukt, maar overwint en als morele kracht fungeert.
Naast het vermogen om, om zich heen in een komisch vervormde vorm talloze varianten van sociale botsingen en menselijke metamorfoses te ontdekken, brengt Aleko Konstantinov ook het gevoel van artistieke vreugde en plezier uit de creatieve daad naar de literatuur.

## Vertalingen

Konstantinovs handtekening onder de vertaling van "Poltava"

Vertaalde werken van A. Poesjkin, M. Lermontov, N. Nekrasov, Molière ("Tartuffe") en anderen. Konstantinovs werken zijn in ongeveer 30 talen vertaald. De eerste vertalingen dateren uit het einde van de 19e eeuw (Ests, Russisch, Servisch) en het begin van de 20e eeuw (Duits, Pools, Frans, Tsjechisch en andere talen).

## Bijnamen
- De gelukkige
- Bashibozuk
- Benjo Nakov
- Eustati Hadjibalkanski
- Eén van de Moral Invloedsclub
- De Grote Strijder
- Honing

## Varia

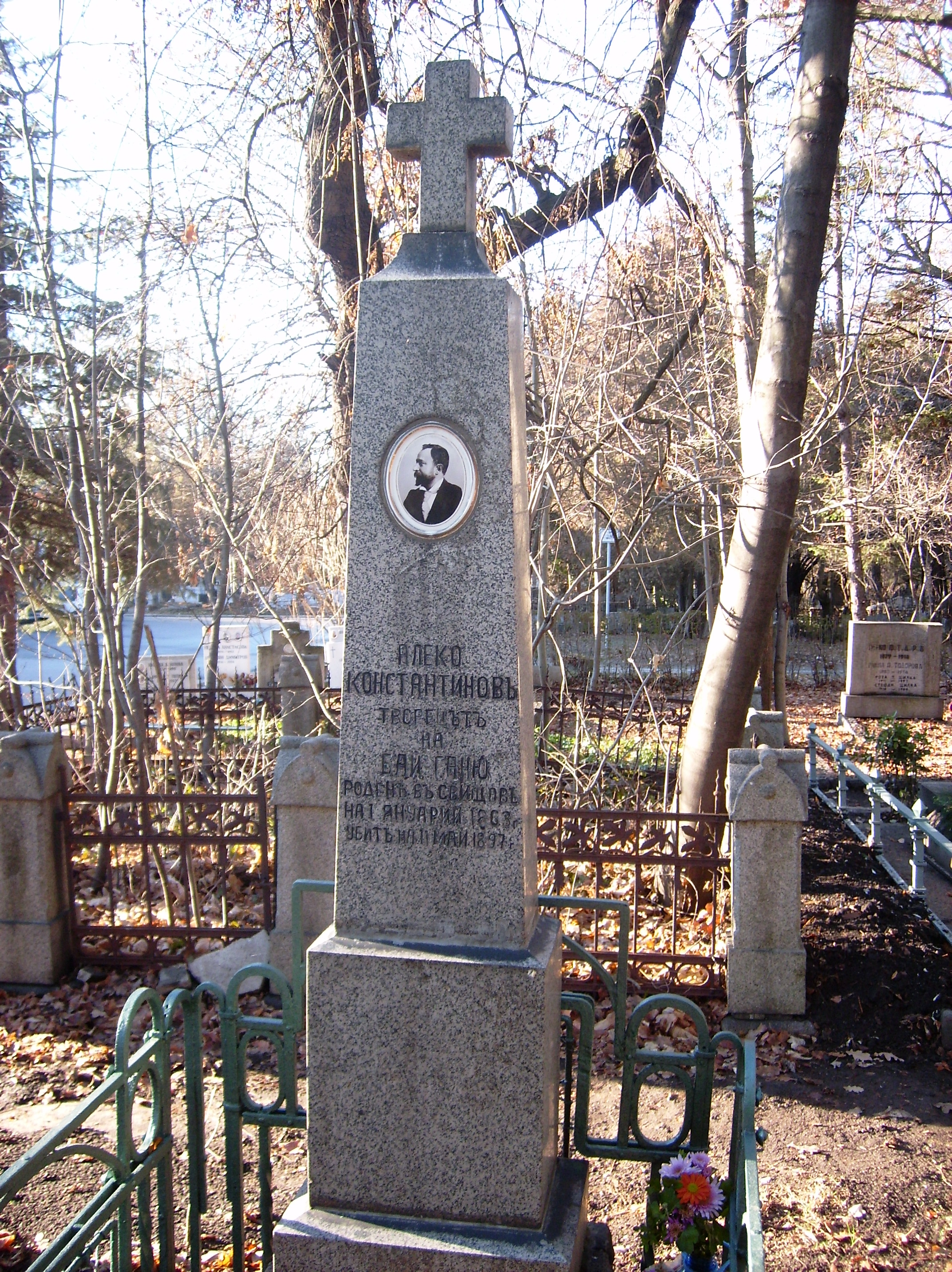
Het graf van Aleko Konstantinov op de centrale begraafplaats van Sofia

Een straat in Sofia, Kaap Aleko op Antarctica, de berg Aleko in Rila, evenals de plaats en het toeristencentrum Aleko op Vitosha zijn vernoemd naar Aleko Konstantinov.
In 2017 werd een kruispunt in Chicago naar hem vernoemd.
Zijn huis, nu omgevormd tot museum, van Aleko Konstantinov in Svishtov maakt deel uit van de 100 nationale toeristische trekpleisters.
Een interessant feit had betrekking op de Russische Tsaar Alexander II: tijdens zijn derde bezoek aan Bulgarije tijdens de Russisch-Turkse oorlog, op 14 juli 1877, verbleef de keizer in het geboortehuis van Aleko Konstantinov. Bij de aankomst van de Tsaar werd de ingang van het huis versierd met een grote krans van verse bloemen, vastgehouden door vier meisjes in traditionele klederdracht. Vanaf het balkon van het huis van Aleko's vader keek de Tsaar naar de passage van Russische troepen over de Donaubrug. Kleine Aleko was aanwezig bij deze scène, die een heldere herinnering in zijn ziel achterliet en aanleiding gaf tot liefde voor alles wat Russisch was. Bij deze gelegenheid schreef Pencho P. Slaveikov in zijn biografische boek over Aleko:
"Dit uitzicht vanaf het balkon had hij ooit met een trillend genoegen kunnen bewonderen, terwijl hij bij de Tsaar stond en naar de lange rij soldaten keek die zich als een lint van de reeds vrije kust naar de pas bevrijde kust kronkelde. Het beeld van de grote Bevrijder stond diep in het geheugen van Aleko gegrift, en toen hij zich voorbereidde op een reis rond de wereld, liet hij een bericht achter aan zijn buren om zijn ouderlijk huis open te stellen voor één of andere openbare instelling en waar de Tsaar geslapen had, als herinnering, daar zijn buste tentoon te stellen. "
Het huis van Aleko is bewaard gebleven zoals het was in de tijd dat Alexander II daar verbleef, en sinds 1979 is het een museum geworden.
In 2003 werd het eerste deel van de biografie van Aleko Konstantinov in drie delen gepubliceerd door Gavra Panchev
- Bibsys: 90190968
- Bibliothèque nationale de France: cb13196303x (data)
- CiNii: DA09824310
- Gemeinsame Normdatei: 11898666X
- International Standard Name Identifier: 0000 0001 0877 9686
- Library of Congress Control Number: n83145654
- Nationale Bibliotheek van Tsjechië: xx0000533
- Nationale Bibliotheek van Israël: 987007275764605171
- Nationale Bibliotheek van Polen: a0000002687256
- Nationale en Universitaire bibliotheek Zagreb: 000624063
- Nederlandse Thesaurus van Auteursnamen: 069242038
- Réseau des bibliothèques de Suisse occidentale: 02-A000099540
- LIBRIS: 68022
- Système universitaire de documentation: 035557877
- Virtual International Authority File: 22183765
- WorldCat: E39PBJppBv6PkhYFGGjC6fyGHC

1. 1 2  BnF-normbestand; geraadpleegd op: 10 oktober 2015; BnF-identificatiecode: 13196303x.